# Leon Petrazycki
Leon Petrazycki (polonês: Leon Petrażycki; russo: Лев Иосифович Петражицкий Búlgaro: Iosifovich Petrazhitsky; 13 de abril de 1867, Vitebsk, Império Russo  – 15 de Maio de 1931, Varsóvia) filósofo, jurista, e sociólogo polonês. É considerado um dos mais importantes precursores da sociologia do direito e do realismo jurídico.

## Educação
Leon Petrażycki cresceu em uma família da nobreza polonesa de Vitebsk, no Império russo. Ele se formou na Universidade de Kiev, em 1890, passou dois anos em Berlim, graças a uma bolsa de estudos, e obteve o seu doutorado em direito romano em 1896, pela Universidade de São Petersburgo. Iniciou sua carreira como professor associado de História da Filosofia do Direito em São Petersburgo em 1897, assumindo depois o posto de professor titular em 1901. Permanecerá nesse cargo até o ano de 1917 (ano da Revolução de Outubro). Devido a sua ativa participação na vida política e intelectual do país, Petrażycki é considerado um intelectual russo.
Em 1906 Petrażycki foi eleito para a malfadada Primeira Duma (casa baixa do parlamento Russo) como membro do Partido Democrático. Quando a assembleia legislativa foi dissolvida depois de alguns meses, ele foi condenado e preso por seus protestos. Ele foi nomeado para o Supremo Tribunal da Rússia em 1917, mas teve de fugir do país quando a revolução Bolchevique foi bem-sucedida. Encontrou um novo lar na Polónia e tornou-se o primeiro professor de Sociologia na Universidade de Varsóvia, em 1919.
Petrażycki foi membro do Instituto Internacional de Sociologia (IIS), da Academia Polonesa de Ciências e Artes, da Academia de Direito Internacional de Haia. Ele também recebeu o título de doutor honoris causa pela Universidade de Vilnius.
Escritor prolífico em várias línguas e renomado professor com um grande número de alunos, Petrażycki cometeu suicídio em 1931. No entanto, as contribuições de Petrażycki à sociologia jurídica e à teoria do direito continuam a ser debatidas em vários campos da pesquisa jurídica e aplicadas a estudos dos atuais problemas jurídicos.

## Carreira
Petrażycki publicou muitos livros em russo, alemão e polonês no início de sua carreira. Seus dois primeiros livros foram publicados em alemão: Die Fruchtverteilung beim Wechsel der Nutzungsberechtigten (Berlim: H. W. Müller, 1892) e Die Lehre vom Einkommen (2 vols., Berlim: 1893-1895).  Seguiu-se daí muitos livros em russo, por exemplo, Права добросовестного владельца на доходы с точек зрения догмы и политики гражданского права / Direitos de um dono de boa fé ao rendimento do ponto de vista da política dogmática e do direito civil (São Petersburgo: Tipografia M. M. Stasyulevich, 1897), Очерки философии права. Вып. 1. Основы психологической теории права. Обзор и критика современных воззрений на существо права. / Ensaios sobre a filosofia do direito. Problema. 1. Fundamentos da teoria psicológica do direito. Revisão e crítica dos pontos de vista modernos sobre a essência da lei. (São Petersburgo: Tipografia Y. N. Ehrlich, 1900), Введение в изучение права и нравственности: Эмоциональная психология. / Introdução ao estudo do direito e da moral: psicologia emocional. (São Petersburgo:Tipografia Y. N. Ehrlich, 1905), Теория права и государства в связи с теорией нравственности. / A teoria da lei e do estado em conexão com a teoria da moralidade. (Tomos 1-2, São Petersburgo: Ac. Soc. Palavra, 1907), К вопросу о социальном идеале и возрождении естественного права / Sobre a questão do ideal social e do renascimento da lei natural. (Moscou: Revista "Juridicalheskiy Vestnik", 1913), О женском равноправии. / Sobre a igualdade das mulheres. (Petrogrado: Tipografia M. Merkusheva, 1915). 
Além disso, também publicou livros em polonês, tais como: O pobudkach postępowania i o istocie moralności i prawa / Sobre os motivos da conduta e a essência da moral e da lei (Vol. 1, Varsóvia: 1904), O prawa dla kobiet / Em favor dos direitos das mulheres. (Lviv: 1919), Wstęp do nauki prawa i moralności. Podstawy psychologii emocjonalnej / Introdução ao aprendizado do direito e da moral. Fundamentos da psicologia emocional. (Varsóvia: PWN, 1959; tradução da edição russa de 1908). Infelizmente, muitas das idéias do final de sua carreira foram apenas preservadas em notas de aulas de seus alunos. Mesmo na Polônia, o seu trabalho é apenas parcialmente conhecido.
Os anglófonos ainda dependem, em grande parte, de uma compilação de obras de Petrażycki editados pelo sociólogo Russo-Americano Nicholas S. Timasheff , de 1955. Apesar de alguns esforços recentes para introduzir e reviver seus trabalhos, continuam em grande parte desconhecidos no Ocidente.
Petrażycki concebe o direito como um fenômeno psicológico empírico que pode ser melhor estudado pela introspecção. Segundo Petrazycki, as leis assumem a forma jurídica de experiências (emoções e impulsos), o que implica uma relação bilateral entre direitos e deveres. Se esta experiência jurídica refere-se a fatos normativos em um sentido amplo (estatutos e decisões do tribunal, mas também contratos, costumes, e comandos de qualquer tipo) que ele chama de "direito positivo"; se faltarem tais referências, ele falava de "lei intuitiva".
Em outra conceituação, ele contrasta as "leis oficiais" (feitas pelo estado e seus agentes) com as " leis não-oficiais" (feita pela sociedade de agentes), que o aproximou ao pluralismo jurídico. Ele fez paralelos com as ideias da "lei viva" de Eugen Ehrlich quando afirmou que  "a verdadeira prática do direito civil ou de qualquer direito não será encontrado nos tribunais, mas integralmente em outro lugar. Seus praticantes não são juízes e advogados, são os cidadãos, individualmente." (Petrażycki em 1897, citado por Motyka)
A teoria jurídica de Petrażycki é antiestatista e muito crítica do positivismo jurídico de seu tempo, que ele dizia ser ingênua e desprovida de uma verdadeira base científica devido ao seu foco em normas, ao invés de focar nas experiências destas normas. Ele também rejeitava a noção comum de que apenas os seres humanos poderiam ter direitos e, portanto, pode ser visto como um dos primeiros defensores dos direitos animais. Petrazycki foi também um dos mais proeminentes propagadores dos direitos das mulheres e das ideias feministas na Rússia da época.
Petrażycki tem sido chamado de " pai desconhecido da sociologia jurídica" (Adam Podgorecki 1980/81). A sua influência sobre a sociologia jurídica tem sido principalmente indireta, através de alguns de seus alunos, especificamente Nicholas S. Timasheff, Georges Gurvitch, e Pitirim Sorokin, que de várias formas contribuíram à formulação de uma perspectiva mais distintamente sociológica, derivada de, e complementar à teoria psicológica de Petrażycki .